# Ольшова (Лодзинське воєводство)
Ольшова (пол. Olszowa) — село в Польщі, у гміні Уязд Томашовського повіту Лодзинського воєводства.
Населення — 199 осіб (2011).
У 1975-1998 роках село належало до Пйотрковського воєводства.

## Демографія
Демографічна структура станом на 31 березня 2011 року:
|          | Загалом | Допрацездатний вік | Працездатний вік | Постпрацездатний вік |
| -------- | ------- | ------------------ | ---------------- | -------------------- |
| Чоловіки | 89      | 20                 | 60               | 9                    |
| Жінки    | 110     | 32                 | 53               | 25                   |
| Разом    | 199     | 52                 | 113              | 34                   |